# 野間康久
野間 康久（のま やすひさ）は、戦国時代から安土桃山時代にかけての武将。初名は長前（ながさき）。若江三人衆の一人。

## 生涯
野間氏は摂津国川辺郡野間庄（大阪府伊丹市）の出身とみられ、軍勢催促を行う有力国人・伊丹氏に与力する領主だった。長前の父・野間右兵衛尉長久は三好長慶が越水城主となった翌年の天文9年（1540年）、長慶より知行を宛行われ、その家臣となった。長慶の家臣・松永久秀が摂津下郡を支配していた永禄2年（1559年）3月、長久は下郡支配の実務に当たっている。松永久秀と三好三人衆が抗争を始めると、永禄9年（1566年）頃には長久は「越水衆」に編成されて、久秀方として戦っていた。長久の妻は松永久秀の姉妹とみられ、長久の子の左馬進は久秀の養子となっている。こうした関係から野間氏は久秀に味方したものと考えられる。
三好長慶から義継に代替わりすると、野間氏も長久の子の康久へと代替わりした。康久は義継の奉行人となり、金山信貞と連署して西宮西蓮寺の住持職を安堵している。
永禄12年（1569年）2月から3月にかけ、将軍・足利義昭は摂津・河内・和泉に軍勢を派遣しているが、義昭直臣の和田惟政、織田信長家臣の佐久間信盛・柴田勝家ら、松永久秀家臣の竹内秀勝・結城忠正とともに、義継家臣の康久が加わっていた。その際、佐久間信盛、柴田勝家らと連名で諸寺院に書状を発給しており、信長家臣の彼らと義継家臣の康久はともに幕府の陪臣であり同格だった。
天正元年（1573年）11月、義継と敵対関係になった織田信長は、義継の居城の若江城に佐久間信盛の軍勢を派遣する。康久は多羅尾綱知・池田教正と共に、義継の側近である金山信貞を自害させ、信盛の軍勢を若江城に引き入れた。これにより、義継は自害した。信長に降った康久は、多羅尾綱知・池田教正と共に若江城に在城し、北河内の支配に当たることとなり、「若江三人衆」と呼ばれるようになる。
康久ら若江三人衆は佐久間信盛の与力となり、寄親の信盛と同じく茶会に出席している様子が見られる。その中でも康久は、信長から茶器を与えられ、茶会で使用することを認める「ゆるし茶湯」が行われていた。これは康久以外では織田信忠・明智光秀・佐久間信栄・羽柴秀吉・村井貞勝にのみ認められたものだった。
天正10年（1582年）に本能寺の変が起き、羽柴秀吉と柴田勝家が対立を始めると、康久は秀吉に対し妻を人質に出し、同年10月18日、秀吉から直筆の書状を送られている。天正11年（1583年）に康久ら若江三人衆は河内から移封され、その後の康久の消息は不明となる。

## 一族・子孫
『寛政重修諸家譜』には野間氏の系図が収められ、そこには三好長慶に仕えた野間右兵衛（長久）と、その子として池田丹波某の妻、左吉（康久）、鵜鷹、左馬進が記載されている。池田丹波某は池田丹後守教正を指すとみられ、『日本耶蘇会年報』にも康久と池田教正が義兄弟であると記されている。康久の弟の鵜鷹は豊臣太閤に仕えたとあり、もう一人の弟の左馬進は松永久秀の養子になったと記される。左馬進は元亀2年（1571年）8月の辰市城の戦いで討死している。
康久の子の勘介は関ヶ原の戦いの後、備前を拝領した小早川秀秋に仕官し、秀秋の死後、播磨の池田輝政に400石で仕えた。その子孫は鳥取池田家に仕えている。
尾張藩御医師野間家は、尾張藩初代藩主の徳川義直の時代に召し出された野間隆紀の時より尾張藩に仕えることになったとされるが、隆紀は「野間佐吉兵衛尉長前」の孫とされている。
このほか、康久の祖父・長栄の弟にあたる野間左衛門次郎の子孫も代々医師を務め、徳川将軍家に仕えたという。